# Polonia en los Juegos Paralímpicos de Sochi 2014
Polonia estuvo representada en los Juegos Paralímpicos de Sochi 2014 por siete deportistas masculinos. El equipo paralímpico polaco no obtuvo ninguna medalla en estos Juegos.